# Ambient 1: Music for Airports
Ambient 1: Music for Airports este un album de muzică ambient lansat de Brian Eno în 1978. În anul 2002, albumul a fost votat în lista The 25 Most Influential Ambient Albums Of All Time (în română - Cele mai influente 25 albume ambient ale tuturor timpurilor).

## Lista pieselor
1. "1/1" (16:30)
2. "2/1" (8:20)
3. "1/2" (11:30)
4. "2/2" (6:00)

- Toate piesele au fost compuse de Brian Eno.